# Harsiesis nigrita
Harsiesis nigrita är en fjärilsart som beskrevs av Jordan. Harsiesis nigrita ingår i släktet Harsiesis och familjen praktfjärilar. Inga underarter finns listade i Catalogue of Life.